# Ourapteryx clara
Ourapteryx clara là một loài bướm đêm trong họ Geometridae.